# Ненад Маринковић (фудбалер)
Ненад Маринковић (Књажевац, 28. септембар 1988) је бивши српски фудбалер. Његов брат Небојша је такође био фудбалер.

## Каријера
Ненад Маринковић је заједно са братом Небојшом прешао у млађе категорије Партизана 2001. године. Три године касније, 5. децембра 2004, заиграо је за први тим Партизана на мечу са Чукаричким и постао, у том тренутку, најмлађи дебитант у историји црно-белих. Није успео да се избори за статус првотимца у Партизану, па је у неколико наврата ишао на позајмице у Телеоптик, као и у зрењанински Банат и ОФИ са Крита. Током лета 2010. је прешао у Смедерево, у коме је провео једну полусезону, након чега у зиму 2011. прелази у израелску Бнеи Јехуду. Две и по сезоне је био стандардан првотимац Бнеи Јехуде, затим је сезону 2013/14. почео као играч швајцарског Сервета, али убрзо се вратио у Израел и остатак сезоне провео у екипи Хапоела из Акре.
У августу 2014. године се вратио у Партизан. Освојио је шампионску титулу у сезони 2014/15, али уз малу минутажу. Крајем августа 2015. је прослеђен на позајмицу у Вождовац,  да би у јануару 2016. раскинуо уговор са Партизаном и званично постао играч Вождовца. У јуну 2016. је потписао за турског друголигаша Газијантеп, али се већ у јануару 2017. вратио у Вождовац. У јуну 2017. је потписао за лучанску Младост, али се и овде задржава само једну полусезону, након чега у јануару 2018. проналази ангажман у београдском Раду. Годину дана је био играч Рада, да би у јануару 2019. потписао за руског друголигаша Тјумењ. У августу 2019. се вратио у српски фудбал и потписао за шабачку Мачву, а јануара 2020. постаје играч македонског Силекса. У сезони 2020/21. је наступао за Телеоптик у Српској лиги Београд. По окончању ове сезоне, Маринковић је завршио играчку каријеру.

## Трофеји

### Партизан
- Суперлига Србије (1) : 2014/15